# Hemigomphus
Hemigomphus is een geslacht van libellen (Odonata) uit de familie van de rombouten (Gomphidae).

## Soorten
Hemigomphus omvat 7 soorten:
- Hemigomphus atratus Watson, 1991
- Hemigomphus comitatus (Tillyard, 1909)
- Hemigomphus cooloola Watson, 1991
- Hemigomphus gouldii (Selys, 1854)
- Hemigomphus heteroclytus Selys, 1854
- Hemigomphus magela Watson, 1991
- Hemigomphus theischingeri Watson, 1991